# Lorns Skjemstad
Lorns Olav Skjemstad (* 10. März 1940 in Inderøy; † 18. Februar 2024) ist ein ehemaliger norwegischer Skilangläufer.

## Werdegang
Skjemstad, der für den IL i BUL startete, gewann im Jahr 1965 den 15-km-Lauf beim Holmenkollen Skifestival. Im folgenden Jahr wurde er bei den nordischen Skiweltmeisterschaften 1966 in Oslo Achter über 30 km. Im März 1966 errang bei den Lahti Ski Games den dritten Platz über 50 km und den zweiten Platz über 15 km. Bei den Olympischen Winterspielen 1968 in Grenoble belegte er den 11. Platz über 30 km. Bei norwegischen Meisterschaften siegte er im Jahr 1965 über 30 km und im Jahr 1970 mit der Staffel von IL i BUL. Zudem kam er dabei im Jahr 1965 über 50 km und im Jahr 1969 über 15 km jeweils auf den zweiten Platz.